# البيضاوي (قطار خفيف)
البيضاوي عبارة عن قطار خفيف في خدمة الدار البيضاء المغربية. خدمة البيضاوي يديرها المكتب الوطني للسكك الحديدية وتمثل مزيجا من نظام نقل سريع داخل المنطقة الحضرية ومجموعة من خطوط سككية للتنقل قائمة سابقا في ضواحي المدينة. افتتح مشروع البيضاوي سنة 2002.

## روابط خارجية
- موقع المكتب الوطني لسكك الحديدية